# Gens (emulador)
Gens es un emulador libre y gratuito de la videoconsola Sega Mega Drive, creado por Dines, y posteriormente desarrollado por otras personas, empresas y la comunidad. Gens posee una gran cantidad de opciones, como guardar una partida en medio del videojuego, suavizado de pantalla, gran compatibilidad con joysticks, entre otras. Su gran compatibilidad con los archivos ROM de los juegos de la Mega Drive lo hace uno de los más usados en Windows y Linux.

## Plataformas
Gens y sus versiones están disponibles para estos sistemas operativos y videoconsolas:
- PC: Windows (95, 98, ME, 2000, XP, Vista, 7, 8), MS-DOS, Unix, Linux (Todas las distribuciones), FreeBSD, BeOS, Mac OS X, Darwin BSD
- Dreamcast (homebrew)
- Xbox (homebrew)

## Características
- Posibilidad de guardar estados (sin necesidad de utilizar las partidas gurdadas en el juego)
- Soporte para los códigos de Game Genie y Pro Action Replay
- Soporte para red/Internet utilizando el cliente Kaillera (cliente el cual también está disponible para MAME, Project64 y otros)
- Soporte para videojuegos de Mega CD y 32X utilizando el correspondiente archivo de BIOS, el cual no viene con el emulador
- Sincronización vertical para eliminar el rasgado producido por el movimiento rápido en videojuegos como Sonic the Hedgehog
- Soporte a la emulación de gráficos por 2xSaI (Kreed) para hacer que los videojuegos parezcan menos pixelados que en la videoconsola
- Múltiples tasas de bits de sonido (11025, 22050 y 44100), capacidad estereofónica del sonido, alta calidad de sonido YM2612, y volcado de sonidos WAV y GYM
- Posibilidad de salvar la pantalla y ajustar el contraste y el brillo

## Gens Plus
Partiendo del código de Gens, Rodigo Cardoso creó una versión mejorada del emulador llamada Gens Plus, que incluye mayor compatibilidad con los archivos ROM, más opciones para personalizar la inferfaz del emulador (como un efecto TV cuando no se ha cargado ningún ROM) y una opción para cambiar la interfaz de programación de aplicaciones gráfica que se usa por defecto (a elegir entre el que se usa por defecto, GDI, DirectDraw o Direct3D).